# Valeriana baltana
Valeriana baltana är en kaprifolväxtart som beskrevs av Graebner. Valeriana baltana ingår i släktet vänderötter, och familjen kaprifolväxter. Inga underarter finns listade i Catalogue of Life.